# Meracanthomyia antennata
Meracanthomyia antennata är en tvåvingeart som först beskrevs av Friedrich Georg Hendel 1912.  Meracanthomyia antennata ingår i släktet Meracanthomyia och familjen borrflugor. Inga underarter finns listade i Catalogue of Life.